# Mac Life
Mac Life ist eine monatlich erscheinende  Computerfachzeitschrift des falkemedia-Verlages in Kiel.

## Thema Mac
Themenschwerpunkt der im Jahre 2000 gegründeten Zeitschrift sind der Mac, das iPhone, sowie das iPad von Apple und deren Betriebssysteme OS X und iOS sowie Software- und Hardwaretests. Zielgruppen sind Einsteiger und  Fortgeschrittene, vornehmlich private Nutzer von Mac-, iPhone- und iPad-Nutzer, die mit ihren Geräten effektiv arbeiten, aber auch Spaß haben wollen. Daher beinhaltet das Magazin im hinteren Heftdrittel eine Rubrik mit Lifestyle-Themen und Spielen.
Chefredakteur ist seit 2023 Stefan Molz. Beiträge zum Thema Digitalfotografie werden oft durch Autoren der verlagseigenen Zeitschrift DigitalPHOTO, Artikel zu Sound- und Musikthemen durch Autoren der Zeitschrift Beat abgedeckt. Am 14. August 2015 wurde bekannt, dass die 12.000 Abonnenten der eingestellten Konkurrenzzeitschrift Macwelt von Mac Life übernommen werden.

## Schwesterzeitschriften
Im selben Verlag erschien im Zeitraum von August 2003 bis September 2004 14-täglich eine Zeitung namens macnews/paper, die in Zusammenarbeit mit dem Internetportal macnews.de gestaltet wurde. Trotz der aktuelleren Berichterstattung sowie des antizyklischen Modus (alle Mac-Zeitschriften erscheinen gegen Monatsende, die macnews/paper jeweils zwei Wochen davor und danach) trug sich das Projekt nicht und wurde eingestellt bzw. die Zeitung ging redaktionell in der Zeitschrift Mac Life auf.
Der falkemedia-Verlag verlegte ebenfalls die Fachzeitschrift iPodLOVE, die sich ausschließlich mit Apples kleinen MP3-Spielern beschäftigt. Da die Nutzung des Namens von Apple angefochten wurde, ist die Zeitschrift ab Sommer 2006 mit neuem Titel erschienen. Seit Anfang September 2006 erscheint viermal jährlich das unabhängige Sondermagazin der Mac Life namens iPod & more, das sich dem iPod widmet. Die iPod & more wurde dann zur iPhone & more, die seit zwischen 2011 und 2014 in iPhone Life umbenannt wurde und von der iPad Life in den Jahren 2012 bis 2014 Gesellschaft bekommen hat.
Zwischen 2007 und 2015 erschien zusätzlich die Zeitschrift MAC easy, zuerst viermal jährlich, später alle 2 Monate. Sie richtete sich an Einsteiger und Umsteiger von anderen Betriebssystemen.
Von 2008 bis 2010 erschien eine weitere Zusatzzeitschrift, die MacGAMES, die sich an Spieler richtet und die redaktionell von den Spiele-Autoren der Mac Life betreut wird.
Seit 2015 wird die Mac Life von der zweimonatlich erscheinenden iPhone & iPad Life sowie der Sonderheftreihe Mac Life Wissen flankiert. Bereits seit 2009 veröffentlicht Falkemedia mit der MacBibel ein halbjährliches Kompendium, das seit 2010 die iPhoneBibel zur Seite gestellt bekommt. Die 2012 gestartete iPadBibel ging 2014 in der iPhoneBibel auf.

## Auflagenstatistik
Im ersten Quartal 2016 lag die durchschnittliche verbreitete Auflage nach IVW bei 30.692 Exemplaren. Das sind 11.607 Exemplare mehr (+60,82 %) als im Vergleichsquartal des Vorjahres. Die Abonnentenzahl nahm innerhalb eines Jahres um 8.337 Abonnenten auf durchschnittlich 15.957 pro Ausgabe zu (+109,41 %). Bedingt durch eine andere Zählweise der von der Macwelt übernommenen Abonnenten, weicht die von der IVW ausgewiesene Abonnenten-Zahl von der des Verlags ab.

## Mac Life im Internet
Auf der Website der Zeitschrift findet primär tagesaktuelle Berichterstattung rund um die Themen der Apple-Welt statt. Analog zum Heft veröffentlicht die Redaktion hier auch Tipps und Tricks für den Umgang mit Apple-Produkten, sowie Tests von Soft- und Hardware, und Workshops.